# Cavalerie belge
Cet article concerne la cavalerie belge d'octobre 1830 à août 1914.

## Périodes antérieures à l'indépendance

### La période napoléonienne
De 1809 à 1812 les dix départements belges fournirent un peu plus de 1 300 cavaliers incorporés dans une douzaine de régiments. La plupart de ces Belges furent renvoyés dans leurs foyers en juillet 1814 car considérés comme « étrangers » au royaume de France rétabli.

### La période hollandaise
Le 1er juin 1815 une numérotation unique est mise en place dans les régiments de cavalerie du royaume uni des Pays-Bas. Parmi ceux issus du sud du royaume figurent :
- le 5e régiment de dragons légers avec 450 cavaliers.
- le 8e régiment de hussards avec 449 cavaliers.
- le 2e régiment de carabiniers à cheval avec 322 cavaliers[1].

Ces trois régiments combattront les français à la bataille de Waterloo avec des pertes respectives (tués, blessés, disparus) de 158, 279 et 156 hommes.
En 1816 le 2e régiment de carabiniers devient le 2e régiment de cuirassiers et en 1818 est constitué le 10e régiment de lanciers, tous deux casernés dans le sud du royaume.

## De 1830 à 1838
Lors des combats de septembre - octobre 1830 un certain nombre de cavaliers belges des régiments décrits ci-dessus désertent et se rallient à la révolution belge. En octobre 1830 le Gouvernement provisoire crée 2 régiments de chasseurs à cheval, deux régiments de lanciers et un régiment de cuirassiers. Par exemple le 1er régiment des lanciers est constitué sur base d'éléments belges des 4e, 5e Dragons et 10e Lanciers néerlandais.
En 1833 est créé un régiment des guides, et en 1836 un 2e régiment de cuirassiers.
L'armement des cavaliers est constitué :
- du sabre courbe modèle 1822 pour tous;
- sauf pour les cuirassiers dotés du sabre droit et d'une cuirasse fabriquée à Liège;
- d'un mousqueton et/ou d'un pistolet à percussion;
- d'une lance en frêne avec flamme tricolore pour les lanciers.

## De 1839 à 1870
À partir de juillet 1839, la cavalerie sur pied de paix se présente comme suit :
| Division de | cavalerie légère                |                         |
| ----------- | ------------------------------- | ----------------------- |
| 1re brigade | 1er chasseurs à cheval (Mons)   | un escadron (Charleroi) |
|             | 2e chasseurs à cheval (Tournai) | deux escadrons (Bruges) |
| 2e brigade  | 1er lanciers (Louvain)          | un escadron (Bruges)    |
|             | 2e lanciers (Namur)             |                         |
| Division de | cavalerie lourde                |                         |
| 1re brigade | guides (Bruxelles)              |                         |
| 2e brigade  | 1er cuirassiers (Malines)       |                         |
|             | 2e cuirassiers (Gand)           |                         |

En 1863 le gouvernement décide de transformer les deux régiments de cuirassiers en 3e et 4e régiment de lanciers, et de revoir l'affectation des garnisons comme suit :
| 1re division |                                  |
| ------------ | -------------------------------- |
| 1re brigade  | 3e lanciers (Mons)               |
|              | 4e lanciers (Tournai)            |
| 2e brigade   | guides (Bruxelles)               |
| 2e division  |                                  |
| 1re brigade  | 1er lanciers (Gand)              |
|              | 2e lanciers (Bruges)             |
| 2e brigade   | 1er chasseurs à cheval (Louvain) |
|              | 2e chasseurs à cheval (Namur)    |

## De 1871 à 1914

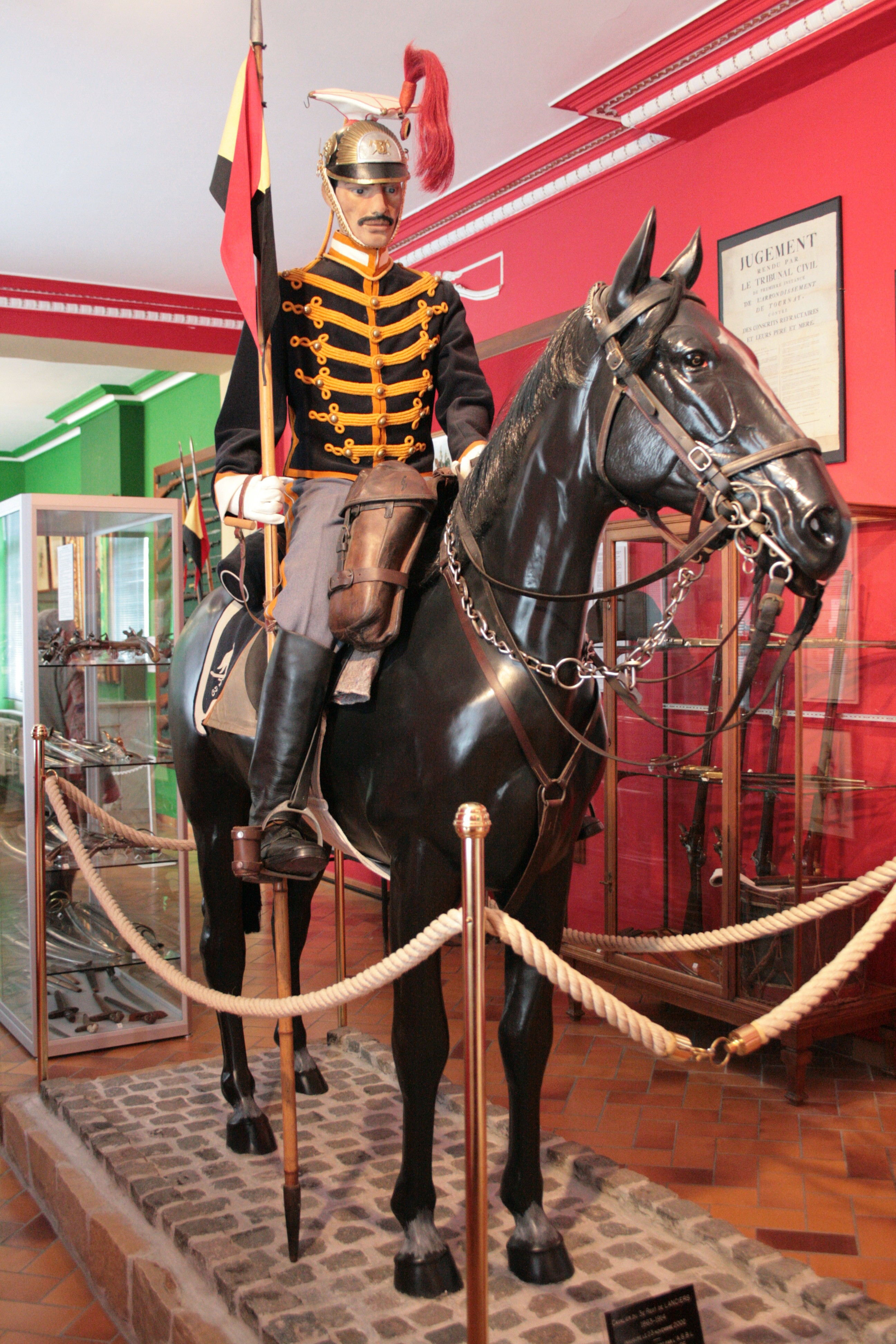
Lancier

En 1873 un 2e régiment de guides est créé à Leuze.
L'armement des cavaliers est constitué :
- du sabre courbe modèle 1822;
- d'un revolver calibre 9,4 mm remplacé ultérieurement par un pistolet automatique Browning FN, modèle 1900, de calibre 7,65 mm pour les officiers et sous-officiers;
- d'une carabine Comblain de calibre 11 mm remplacée en 1894 par une carabine à répétition Mauser 1889 de calibre 7,65 mm;
- à partir de 1896, d'une lance en bambou de 2,85 m pour les lanciers et les guides.

En juin 1913 un service militaire obligatoire et généralisé est voté, d'une durée de 2 ans à la cavalerie. Fin 1913 sont constitués un 4e régiment de chasseurs à cheval à Louvain et un 5e régiment de lanciers à Malines. Paradoxalement il n'existe pas de 3e régiment de chasseurs à cheval.
Début août 1914 l'armée belge dispose donc de 10 régiments de cavalerie soit 5860 cavaliers à effectifs complets.
La cavalerie entre en guerre avec des uniformes à l'ancienne :
- pantalon amarante, veste verte et bonnet à poils d'ours chez les guides;
- pantalon gris, veste bleue et shako (chasseurs à cheval) ou chapska (lanciers);

Ces uniformes trop voyants seront remplacés par une tenue kaki en mai 1915 et un casque Adrian peu après.
Le premier militaire belge tué le 4 août 1914 sera le cavalier Fonck du 2e régiment de lanciers abattu vers 9 h près de Thimister.